# Concours de drag king de San Francisco
Le concours de drag king de San Francisco (San Francisco Drag King Contest, SFDK) est un concours annuel pour drag kings organisé à San Francisco en Californie, et créé par le performeur et producteur Fudgie Frottage. C'est le plus grand concours de drag king au monde, et la plus longue manifestation concernant des drag kings aux États-Unis. La communauté qui lui est dédié, l'International Drag King Community Extravaganza (IDKE) constitue la plus large performance de drag kings dans le monde, sans être toutefois un concours
Les participants et participantes sont jugées par des célébrités selon divers critères : talents, créativité, sex appeal, originalité humour, maquillage et poils, mode.  Les personnes participantes doivent obligatoirement venir de la région de la baie de San Francisco, et selon les dires de l'équipe organisatrice « Nous avons des femmes gay qui s'identifient comme lesbiennes ou gouines, nous avons des hommes transgenres, et des femmes bisexuelles ou hétéros. » Les participantes concourrent pour le titre et des lots donnés par des sponsors. En sus des différents prix (meilleur lip-synching, meilleur costume, etc.), un king unique et un groupe de kings sont désignés comme les vainqueurs de la nuit.
Le public est principalement issu d'une mouvance de transgression du genre (gender-bender) avec une majorité de lesbiennes travesties dans des vêtements masculins et pourvues de faux poils faciaux.

## Contexte et histoire
Les Drag kings sont principalement des artistes performeuses qui revêtent des habits et attributs et personnifient des stéréotypes de genre masculins. Un  spectacle peut typiquement incorporer de la danse et du chant, de la synchronisation labiale ou live de pré-enregistrements. Les Drag kings performent souvent des caractères masculins exagérément,  et mettent en scène des masculinités marginalisées comme des travailleurs de chantier, des rappeurs, ou des « fag drag », tout comme des célébrités masculines comme  Elvis Presley, Michael Jackson, et Tim McGraw.
En 1993 The LAB produit un concours de drag king au DNA lounge invités par  Elvis Herselvis et Justin Bond, et Stafford est déclaré vainqueur. Le premier concours de Drag King à San Fransciso a lieu en mai 1994 au bar San Francisco Eagle, dans le district de SOMA district. C'est une reconstitution historique et une séance de shooting qui produit le premier calendrier drag king de la ville.
L'été suivant en 1995, la reconstitution historique Mr Klubstitute a lieu, intégrée dans un club alternatif hebdomadaire nommé Klustitute dans le district de la mission San Francisco. Il comprend le maître de cérémonie Elvis Herselvis et les participantes sont jugées sur le style, le talent et des questions-réponses. Jane Wiedlin et Gina Schock du groupe de rock The Go-Go's, Arturo Galster Justin Vivian Bond ou John Cameron Mitchell ont participé à des concours de drag kings à San Francisco. 
Durant les douze premières années les performances évoluent, passant de performances spontanées à des spectacles répétés et préparés des mois à l'avance, et des numéros produits en nombre.
En 2006, le superviseur Tom Ammiano et le comité des superviseurs font une déclaration afin de commémorer l'évènement. En 2007 le sénateur Carol Migden et le sénat californien font un discours proclamant que le SFDKC est un évènement « célébrant la diversité des genres en mettant en valeur les performances créatives qui contribuent à enrichir la communauté du divertissement à San Francisco ».
Dans Female Masculinity Judith Halberstam note que dans les années 1990 la plupart des grandes villes des États-Unis ont des activités de drag king faisant partie intégrante de la subculture des clubs queer.

## Lauréats
Les lauréats ci-dessous comprennent les kings individuels, et les groupes à partir de 2005 : 
- 1994 : BJ
- 1995 et 1996 : pas de concours
- 1997 : Cooper Lee Bombardier
- 1998 : Arty Fishal[16]
- 1999 : Barry "Fresh" White
- 2000 : Electro alias “The Pop n’ Lock King”
- 2001 : Howie Weenis
- 2002 : Rusty Hips
- 2003 : Max Voltage
- 2004 : Transformers
- 2005 : Jay Walker, The Momma's Boys (groupe)
- 2006 : Buck Naked, Slickk Bois (group)
- 2007 : Pete Sake[17], The Pacmen (groupe)
- 2008 : Papa Don Preach, Fella-Fem (groupe)[18]
- 2009 : Delicio del Toro[19]
- 2010 : Hamm Graham & the Wham Bamm Thank You Ma'ams[20]
- 2011 : Gender Queer Society (groupe) from San Jose.
- 2012 : Pete Sake.
- 2013 : Art Kahn.
- 2014 : Madd Dogg 20/20